# Église Notre-Dame de Lahonce
L'église Notre-Dame de Lahonce est une église romane située à Lahonce dans les Pyrénées-Atlantiques. Dédiée à Vierge Marie, elle dépend du diocèse de Bayonne, Lescar et Oloron et appartient à la paroisse Saint-Pierre de Nive-Adour.
Construite en 1121, l'église est adossée à plusieurs bâtiments, restes d'un ancien couvent de Prémontrés.

## Présentation
En 1150, Bertrand vicomte du Labourd donne aux moines Prémontrés de la Casedieu un terrain surplombant l’Adour. En 1164, ils y construiront l’Abbaye « Notre-Dame de l’Assomption de la Bienheureuse Vierge Marie », première étape dans l’évangélisation du Pays basque. La congrégation des chanoines Prémontrés, appelés aussi Norbertins, a été créée par Saint Norbert en 1121 à Laon. Leur influence s’étendait à tout le Pays basque. Ils portaient la bonne parole en langue basque, ils ont fertilisé la terre et apporté la vigne.
L’église, les bâtiments à usage conventuel et agricole ont été au cœur de l’histoire régionale. L’Abbaye a connu la présence britannique, la rencontre entre Catherine de Médicis et la cour d’Espagne, la Révolution française et son impact sur l’ordre du clergé. De plus, ses murs ont servi d’hôpital militaire durant les guerres napoléoniennes. 
Après la révolution en 1789, les bâtiments sont vendus et la chapelle de l’Abbaye devient église paroissiale.
L’Abbaye est édifiée en bel appareil de grès et se signale par une longue nef à cinq travées. A l’intérieur, la voûte lambrissée est cantonnée de tribunes à 2 niveaux et abrite un mobilier protégé de qualité, tels que :
- Un tableau de l’archange Saint-Michel du XVIe siècle
- Un retable de Saint-Michel terrassant le dragon
- Une statue de la Vierge en majesté du XVe siècle

À l’extérieur, on relève un portail roman, un chevet circulaire divisé en trois travées avec chapiteaux à motifs variés. Des stèles discoïdales anciennes entourent l'abbaye. Quant au cloître, seuls trois côtés subsistent.

## Protection et label
L’édifice, inscrit à l’inventaire supplémentaire des Monuments Historiques depuis 1925, est l’exemplaire unique d’église romane ayant gardé l’intégrité de son corps en Pays basque.

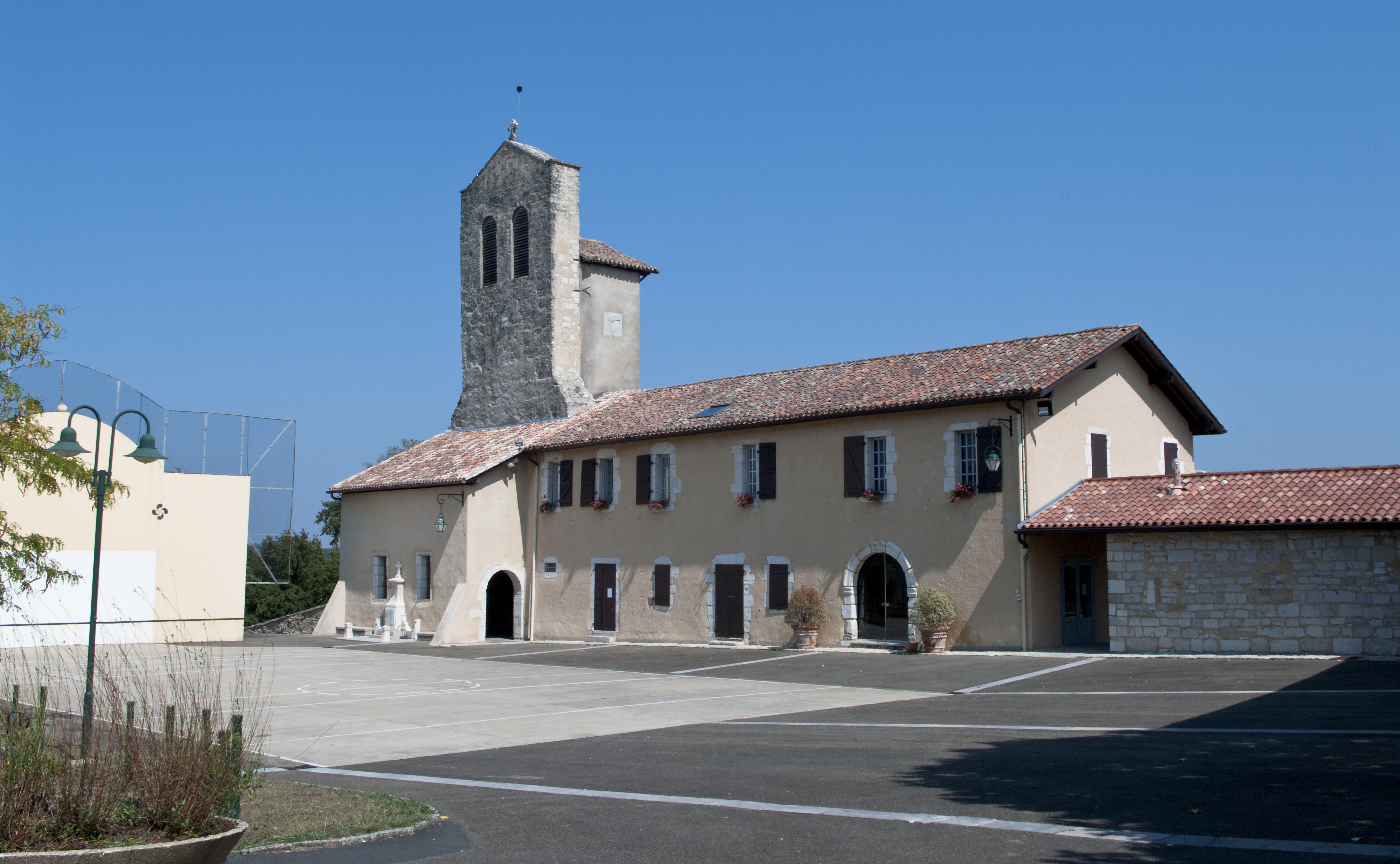
La place de l'église.
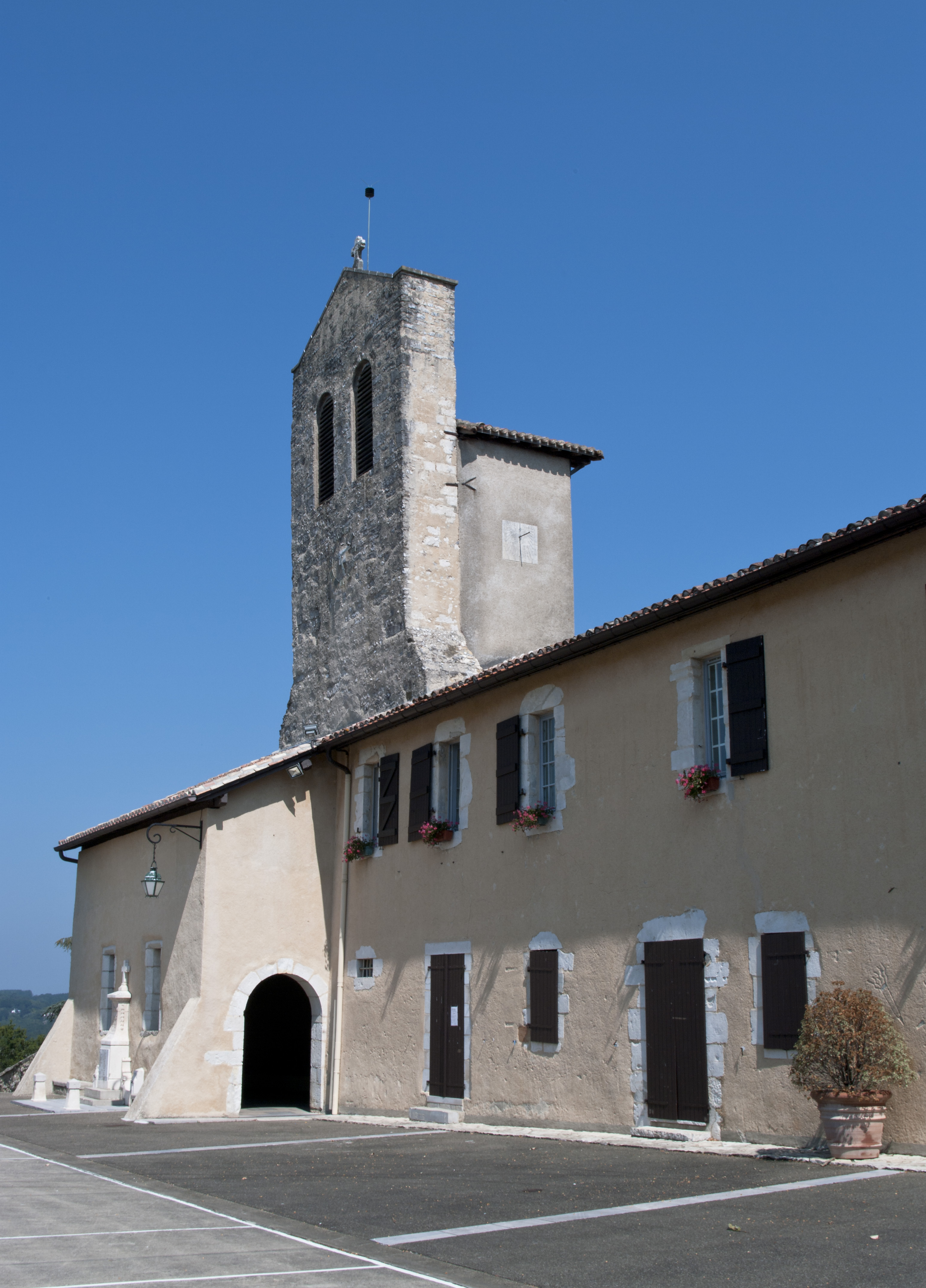
Le clocher.
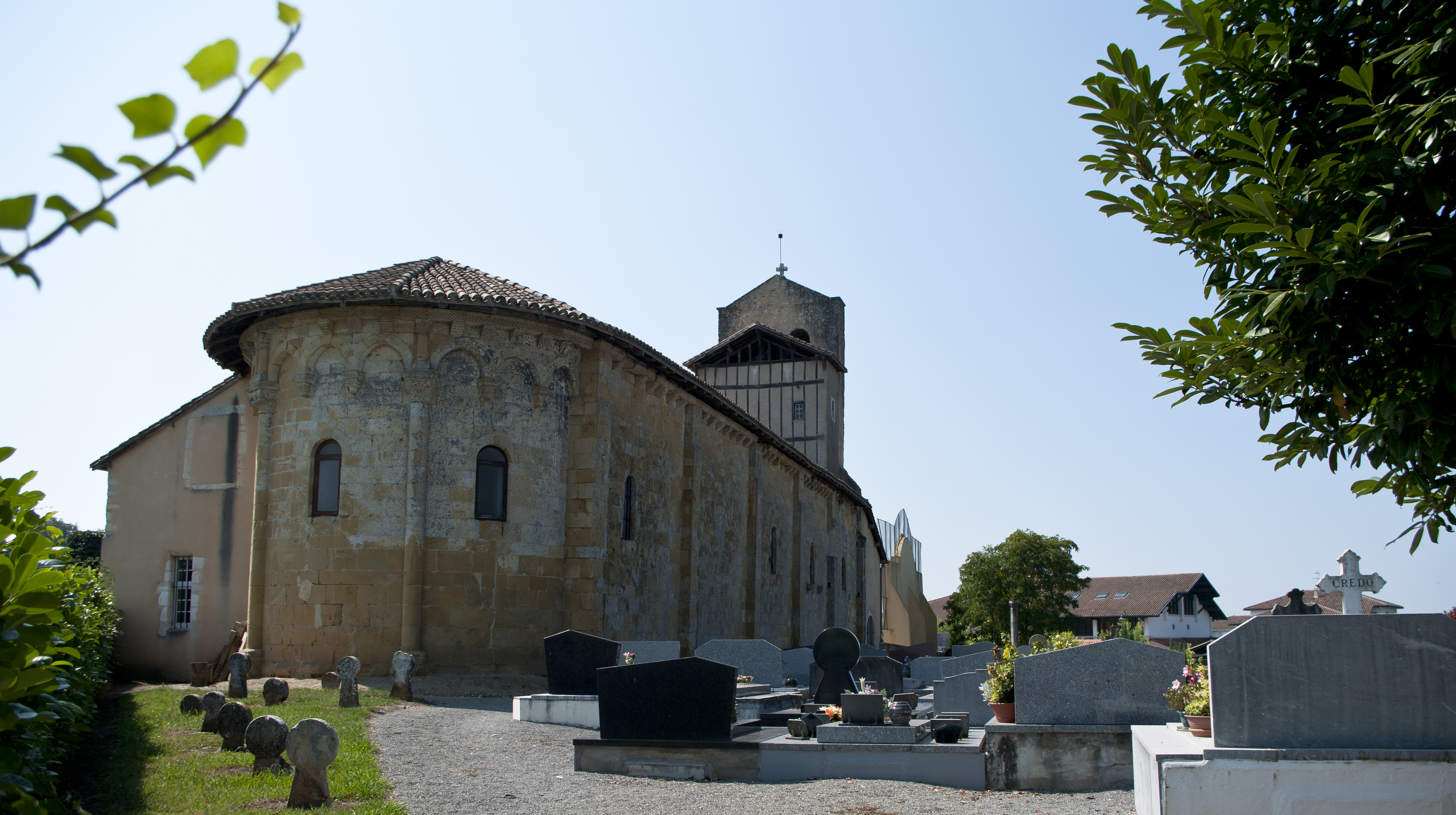
L'église.
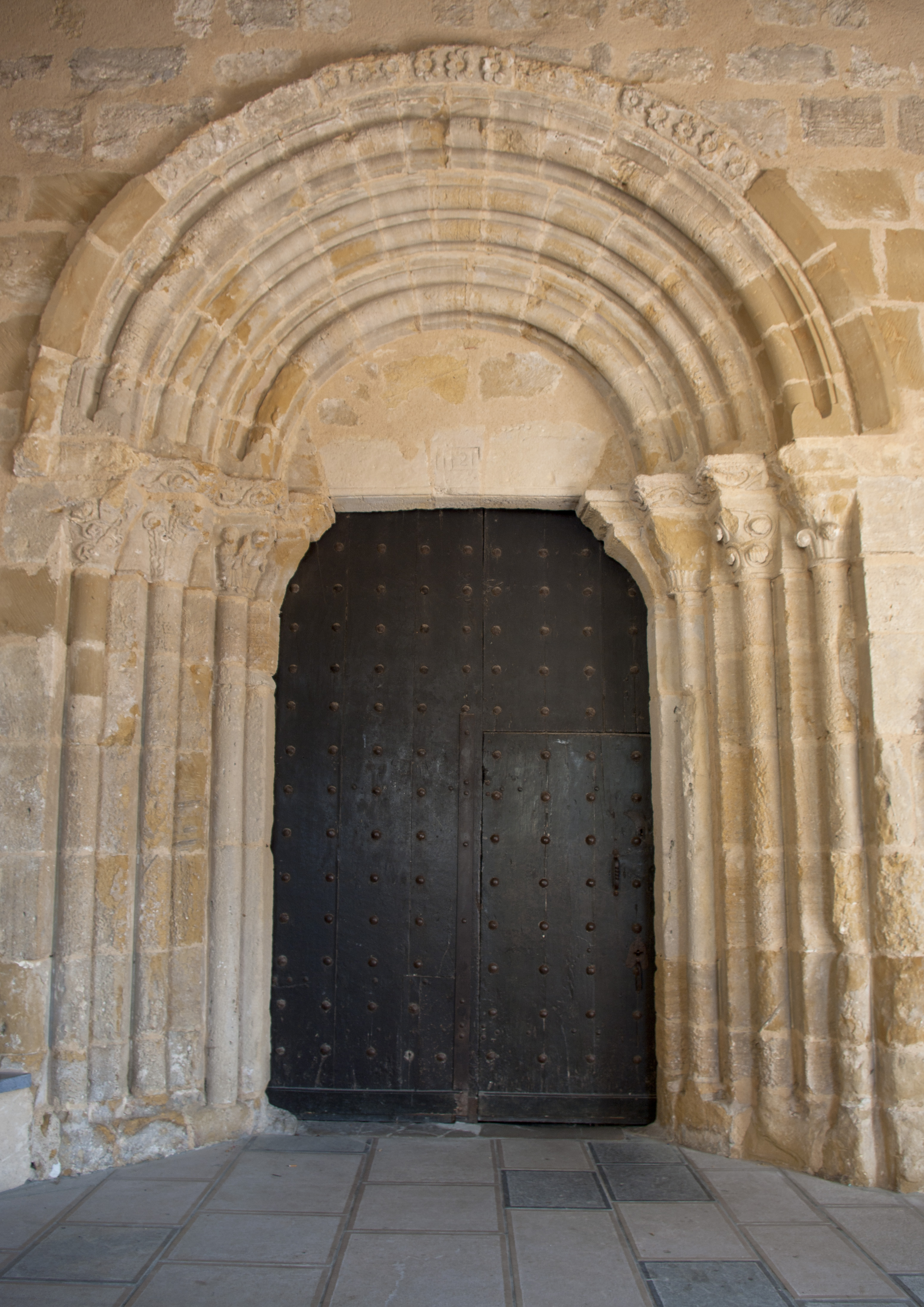
La porte d'entrée.
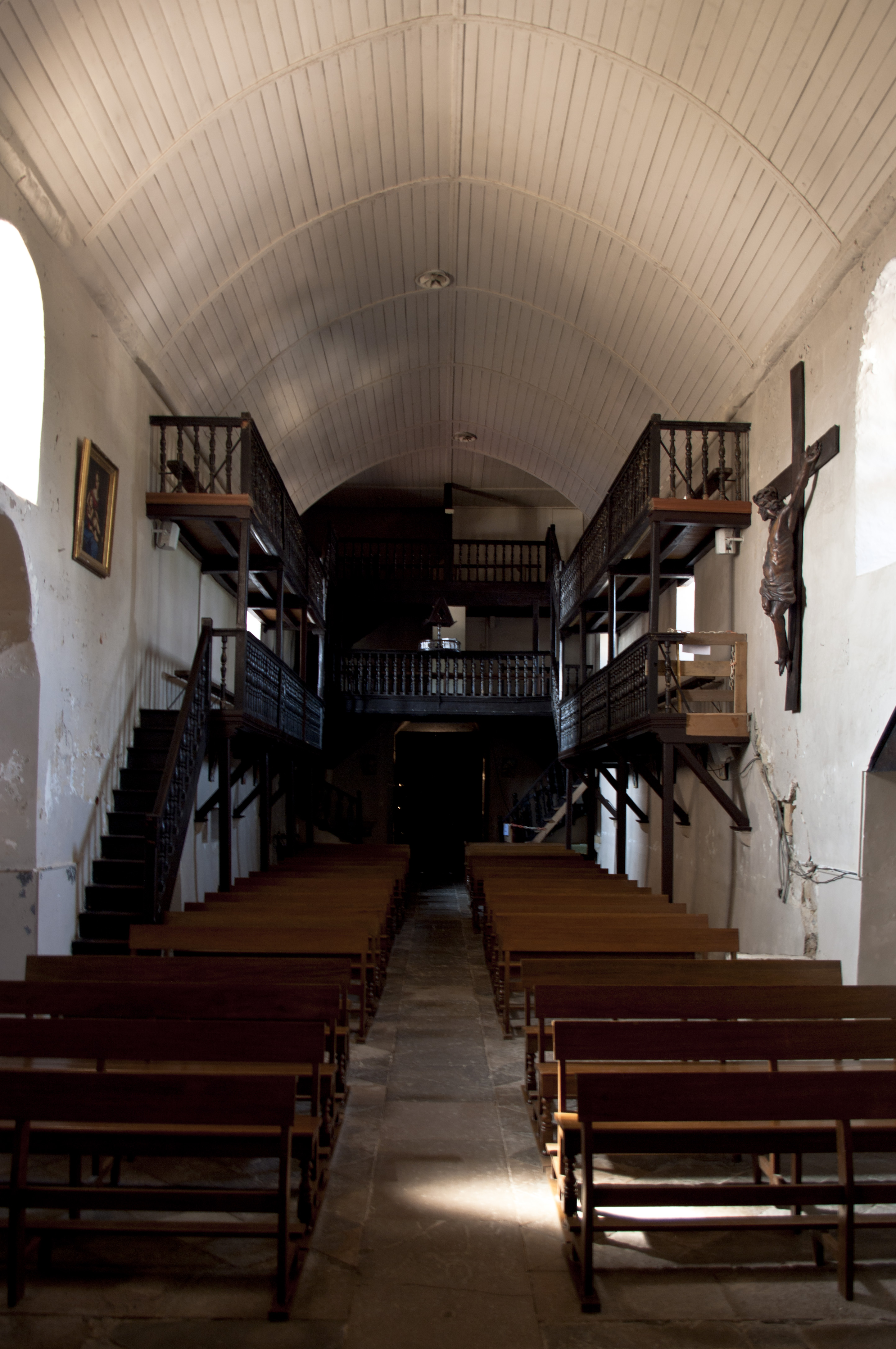
L'intérieur.
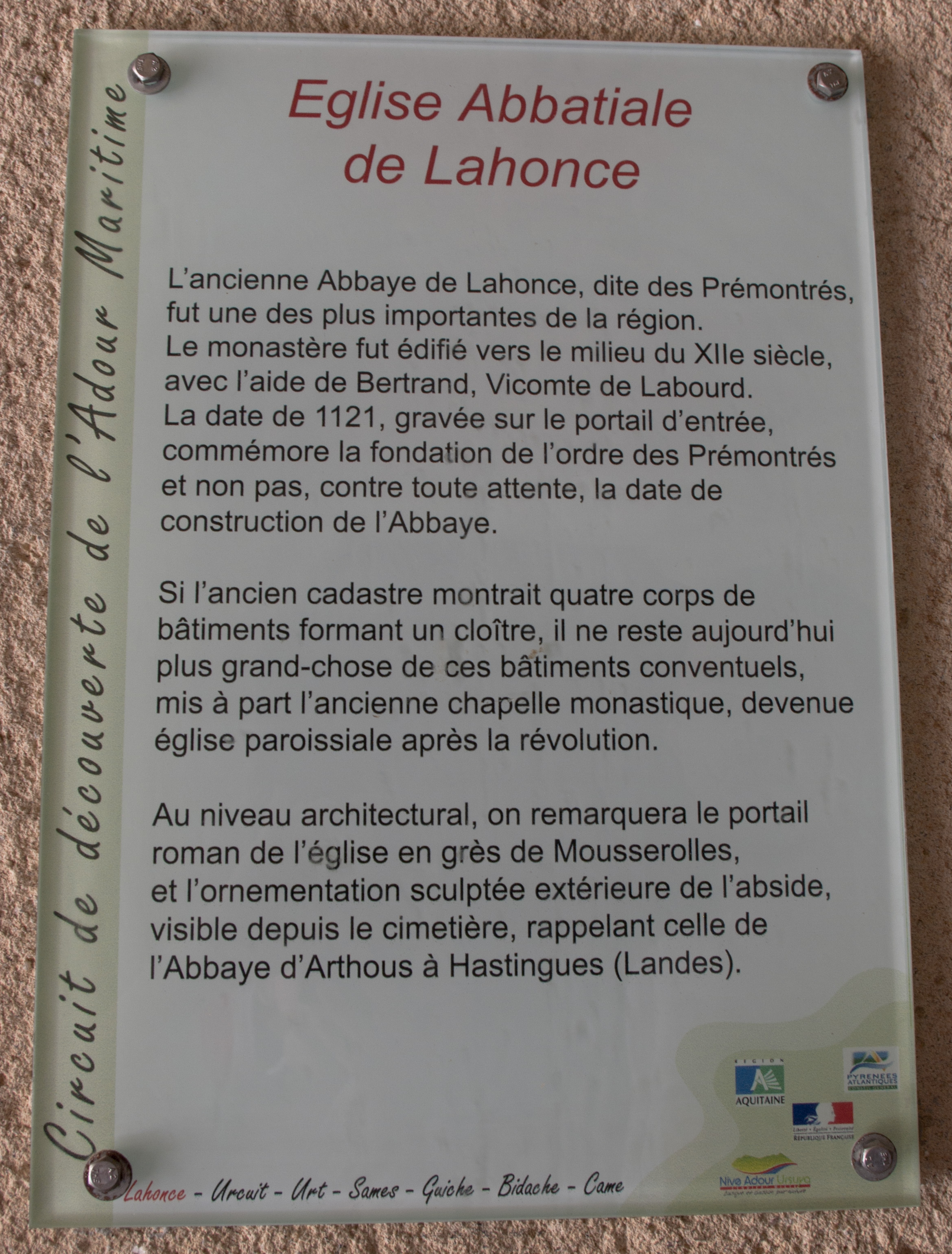
Plaque présente à l'entrée.